# Bell P-39 Airacobra
Белл P-39 Аэрокобра (англ. Bell P-39 Airacobra) — истребитель США, полетевший перед Второй мировой войной, с редкой компоновкой: двигатель за кабиной длинным валом приводил передний воздушный винт; один из первых самолётов с передней опорой шасси. Его боевые качества выделяло сильнейшее для лёгкого истребителя вооружение.
Половина всех P-39 (более 4500) передана СССР по соглашению ленд-лиз. На них побеждали многие лучшие асы СССР: Александр Покрышкин, Григорий Речкалов, Александр Клубов, Николай Гулаев, Павел Камозин, братья Дмитрий и Борис Глинки.
Состоял на вооружении США, Великобритании, Австралии, СССР и Португалии.

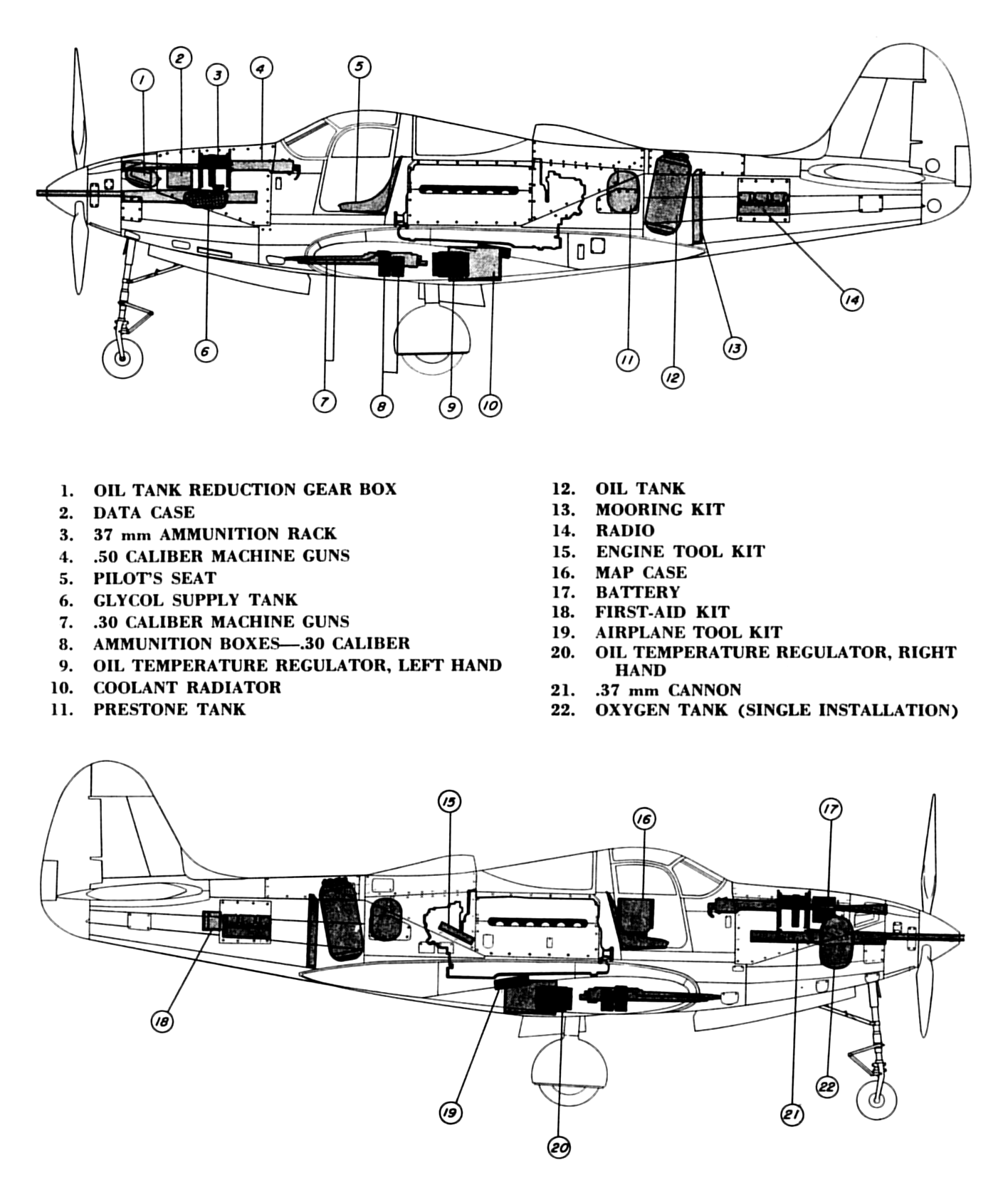
Внутренняя компоновка.

## История создания
Аэрокобра является первой серийной машиной фирмы Белл Эркрафт Корпорэйшн (Буффало, Нью-Йорк, США). В разработке принимали участие: Лоуренс Д. Белл — глава фирмы, Роберт Д. Вудс — главный конструктор, его помощник — Гарланд М. Пойер.
История создания машины восходит к 1935 году, когда Вудс побывал на организованной «American Armament» демонстрации новой 37-мм автоматической авиационной пушки Oldsmobile T9, позднее принятой на вооружение как M4. Эта пушка очень понравилась Вудсу, и у него появилась идея поставить её на одномоторный истребитель.
В 1936 году ВВС США был организован конкурс на разработку предварительных проектов истребителей для последующего их рассмотрения. В основу проекта «модель 3» легло сочетание мотоустановки с удлинённым валом и 37-мм пушки. Была выбрана схема свободнонесущего моноплана, присущая всем истребителям нового поколения, однако двигатель Аллисон V-1710 расположили у задней кромки крыла. Вал трансмиссии длиной около 3 м шёл по низу фюзеляжа, имея такую же частоту вращения, что и коленчатый вал «Аллисона».
18 мая 1937 г. проект «модель 4» был направлен для ознакомления штабу Авиационного корпуса США. Обсуждение проекта длилось более четырёх месяцев, и в итоге 7 октября фирмой-разработчиком был получен контракт на строительство прототипа под обозначением «XP-39».
29 декабря 1938 года в разобранном виде по железной дороге машина прибыла в испытательный центр (Райт-Филд, Огайо). Переделки и доводки машины продолжались до 8 февраля 1939 года, когда удалось запустить двигатель самолёта. Но после первой же рулёжки (1 марта 1939 года) из-за недостатков системы охлаждения двигатель пришлось демонтировать.
Сборку опытного образца закончили на заводе «Буффало» в марте 1939 года, с опозданием на девять месяцев, при этом вооружение на ХР-39 отсутствовало вместе с частью военного оборудования.
Первый полёт состоялся 6 апреля 1939 года (пилот Джеймс Тейлор), без оружия и брони самолёт достиг скорости 628 км/ч с полётным весом в 2,5 т (по другим данным 603 км/ч при 2768 кг). Ещё до окончания лётных испытаний 27 апреля 1939 г. Армия США и «Белл» заключили контракт на постройку первой серии из 13 единиц под обозначение YP-39.
Комплексные испытания самолёта состоялись в Национальном консультативном комитете по аэронавтике (NACA). При этом, было высказано желание военных использовать «Аэрокобру» с её мощным вооружением на малых и средних высотах как фронтовой истребитель, что вынуждало конструкторов значительно изменить облик самолёта. Турбонагнетатель было решено снять, а новый проект «модель 12» получил мотор V-1710-39 с максимальной мощностью 1090 л. с., оптимизированный для средних высот.
25 ноября ХР-39В, который стал тяжелее ХР39 почти на 100 кг, приступил к лётным испытаниям. Изменения в конструкции привели к тому, что максимальная скорость самолёта уменьшилась до 624 км/ч, ухудшилась скороподъёмность (6100 м за 7,5 минут против 5 у ХР-39), однако изменения практически не повлияли на поведение самолёта на малых высотах.

## Конструкция

### Фюзеляж
Конструкция представляет собой одноместный, одномоторный, цельнометаллический свободнонесущий моноплан с низкорасположенным крылом и трёхстоечным шасси. Этот истребитель отличался несколькими необычными конструктивными решениями:
- Его двигатель был расположен сзади кабины пилота. Такое инженерное решение давало «Аэрокобре» целый ряд преимуществ: лучшая манёвренность, аэродинамика, лучший обзор, возможность размещения более тяжёлого вооружения, большая защищённость лётчика и т. д. Вал от двигателя к воздушному винту проходил через кабину, между ног лётчика;
- «Автомобильного» типа двери, облегчавшие посадку в самолёт, но делавшие аварийное покидание самолёта опасным.➤

Каркас фюзеляжа состоял из двух силовых коробчатых лонжеронов на всю длину. В середине фюзеляжа разместили двигатель, который также использовался как силовой элемент конструкции. К лонжеронам присоединялись кабина лётчика, точки крепления вооружения, редуктор и носовая стойка шасси. Между двигателем и кабиной имелась противопожарная перегородка. Фюзеляж был обшит листами алюминиевого сплава. Для удобства обслуживания было несколько легкосъёмных панелей, дающих удобный доступ к двигателю, вооружению и самолётному оборудованию.
Кабина самолёта отличалась хорошей эргономикой. Для входа в кабину были две двери автомобильного типа, причём эксплуатационной была правая, а левая открывалась только снаружи и была предназначена для доступа при аварийной посадке. Впрочем, обе двери могли сбрасываться при аварийном покидании самолёта. Для обогрева кабины и отсека вооружения в зимнее время была установлена бензиновая печка. Для защиты лётчика при аварийной посадке была установлена противокапотажная рама.
Крыло самолёта — трёхлонжеронное. Лонжероны дюралевые (кроме заднего стального). Обшивка — работающая дюралевая. Управляющие поверхности обтянуты полотном, триммеры — пластмассовые. Внутри крыла находятся протектированные (сырой резиной) топливные баки, на разных модификациях от 8 до 12.
Шасси трёхстоечное, с передним колесом, впервые на истребителе. Уборка и выпуск от электропривода, имелась аварийная механическая система выпуска.

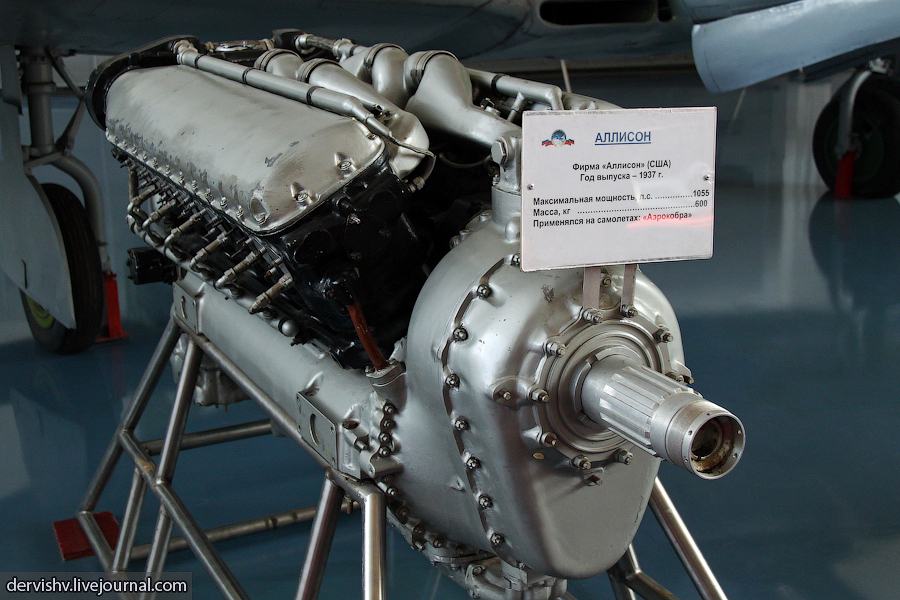
Двигатель компании «Эллисон» в музее ВВС в Москве

### Силовая установка
Силовой агрегат состоял из 12-цилиндрового V-образного мотора типа V-1710 фирмы «Эллисон», установленного в середине фюзеляжа по центру тяжести самолёта, и трёхлопастного тянущего воздушного винта изменяемого шага, типа «Кертисс Электрик» диаметром 3,16 м. Шаг винта мог изменяться как в автоматическом режиме, так и лётчиком с помощью электрического управления поворотом лопастей. Управление оборотами двигателя и шагом винта было раздельное вплоть до модели P-39Q, на которой была установлена единая ручка «шаг-газ» и в/винт «Эйропродактс» с гидравлическим управлением поворотом лопастей. На модификациях Q-21 и Q-25 винт четырёхлопастной.
Вращающий момент от мотора к винту передавал карданный вал длиной 3 метра, состоящий из двух половин (для снятия нагрузок на подшипники при деформациях фюзеляжа на маневрировании). Для снижения вибраций вала использовался гидродемпфер.
Система охлаждения двигателя — жидкостная. Всасывающий патрубок карбюратора располагался за фонарём кабины сверху, воздуховоды радиатора расположены в корне крыла.

### Бронирование
Конструкцией предусматривалось заднее бронестекло толщиной 63 мм. Переднее (вмонтировано в козырёк) — 37 мм. Бронеспинка лётчика и броня за мотором, закрывающая масляный бак, — стальная, толщиной по 6,5 мм. Масса металлической брони 92 кг, масса бронестекла 27 кг.

### Вооружение
- 37-мм пушка M4 (боекомплект 30 снарядов) или 20-мм пушка HS-404 (на модификации P-400, боекомплект 60 снарядов).
- 12,7-мм пулемёты «Браунинг» М2 (боекомплект 200—270 патронов на ствол), от двух до четырёх пулемётов, в зависимости от модификации.

## В строю
Первая заказанная ВВС США Аэрокобра поднялась в воздух 13 сентября 1940 года. Машины этой серии получили в армии обозначение YP-39. Масса самолёта с полностью установленным вооружением и бронёй составляла уже 3,3 т, истребитель развивал скорость 592 км/ч (на высоте 4600 м). Вооружение этой модели состояло из 37-мм пушки Олдсмобил Т-9 (15 снарядов), 2x12,7-мм пулемётов и 2x7,62-мм пулемётов (все пулемёты установлены в носовой части фюзеляжа).

### P-39C (заводское обозначение: Модель 13 и Модель 14)
10 августа 1939 года USAAC (Воздушный корпус армии США) заказал 80 самолётов. Поставки первых 20 машин начались в январе 1941 года.
Вся партия комплектовалась двигателями V-1710-35 мощностью 1150 л. с. с трёхлопастными винтами «Кэртис электрик» типа C6315SH-C2.
Франция заказала 200 комплектов (разобранные самолёты в транспортировочной таре «Модель 14») 8 октября 1939 года. Каждый комплект стоил 44 982 доллара. Однако Франция капитулировала раньше, чем был отгружен первый ящик. Сделка не состоялась.
13 апреля 1940 года был подписан контракт на поставку в Великобританию партии в общей сложности 675 машин, включая 200 не проданных Франции. По требованию заказчика самолёты были доработаны и получили заводской шифр «модель 14А» с мотором V-1710-E4. Самолёты имели протектированные топливные баки меньшей ёмкости, изменённой кислородной системой, 20-мм пушки Испано Мк.1.
Было собрано порядка 170 истребителей, когда в декабре 1941 года британское министерство авиации приняло решение снять «Аэрокобры» с вооружения. Всего было собрано и облётано, по разным оценкам, от 80 до 100 машин, около 70 самолётов использовались британцами по назначению, остальные просто не распаковывались. 212 «Аэрокобр» правительство Британии направило в СССР в качестве «безвозмездной помощи соратникам», причем 54 самолета были утеряны вместе с кораблями в результате атак на полярные конвои.

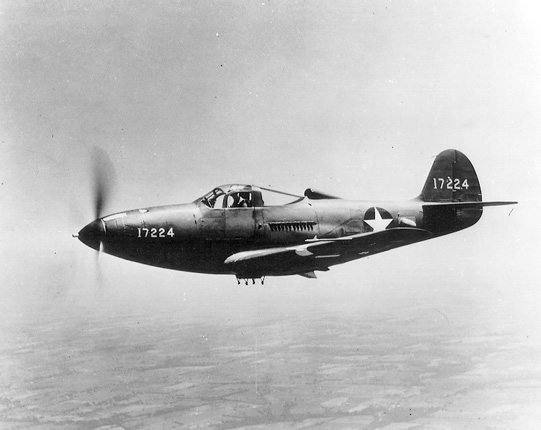
Bell P-39F-1-BE Airacobra

### P-39D
Оставшиеся 60 машин были достроены по изменённому проекту — установлено дополнительное бронирование, 37-мм пушка с боекомплектом 30 снарядов, а 7,62-мм пулемёты были перенесены из фюзеляжа в крыло, число их достигло 4, баки выполнены защищёнными, из-за чего их объём уменьшился до 454 л, и пришлось предусмотреть возможность крепления подвесного бака ёмкостью 290 л (или бомбу — 272 кг). Двигатель V-1710-35 (E5) мощностью 1150 л. с. Первые машины этой серии начали поступать в строевые части в апреле 1941 года. В сентябре 1941 года дополнительно к этим 60 машинам были заказаны ещё 369 самолётов.

#### «Аэрокобра»
Британской комиссией по закупкам вооружения ещё 13 апреля 1940 года было заказано 675 машин «Белл Модель 14». В контракте было указано, что максимальная скорость должна составлять 644 км/ч, рабочий потолок 11000 м, дальность полёта — более 1600 км. Данные контракта основывались на характеристиках экспериментального прототипа YP-39. Эти требования удовлетворялись только на доработанной машине с серийным номером AH571. В массовой продукции, выходившей с индексом P400 (серийные номера AH570-AH739) эти требования не соблюдались. Предполагалась поставка по лендлизу в 1941 году 150 машин, но фактически британскими ВВС было получено всего два самолёта. Эта модификация для британских ВВС получила название «Аэрокобра» и отличное от американской версии вооружение: 20-мм пушку «Бритиш Испано Mk.404» (60 выстрелов) и 4x7,62-мм пулемёта в крыльях или английские 7,69 мм пулемёты «Браунинг».
9 октября 1941 года Британские Аэрокобры выполнили свой первый и единственный боевой вылет на штурмовку. Уже в декабре 1941 года самолёт был снят с вооружения королевских ВВС, так как британская авиационная промышленность наладила выпуск более совершенных машин собственной разработки.

### P-39D-1
Основой для создания послужила «Аэрокобра» I, в фирме машина обозначалась как «Белл Модель 14А». Нехватка 37-мм пушек привела к установке на машину 20-мм пушки (60 выстрелов) Hispano-Suiza Mk 404. Двигатель получил возможность кратковременного форсирования (5 минут на высоте более 1300 м) до 1490 л. с. Взлётный вес — 3528 кг. Скороподъемность - 1500 м за 2 мин 34 сек. Радиус разворота — 234 м. На испытаниях в пикировании была достигнута скорость в 805 км/ч. Дальность полёта с дополнительным топливным баком в 600 л — 2700 км.

### P-39D-2
Заказ на изготовление подписан 17 сентября 1941 года. Внутрифирменное обозначение модели «Белл Модель 14А-1». Было построено 158 машин. Силовая установка — Эллисон V-1710-63 (1325 л. с.); двигатель работал только на 100-октановом бензине. Всех модификаций «D» (D-2 и D-3) было построено около 900 машин.

### P-39F
13 сентября 1940 года подписан контракт на строительство 254 машин. Внутрифирменное обозначение модели — «Белл Модель 15B». Винт General Motors Aeroproducts Hydromatic Propeller — 3,14 м.

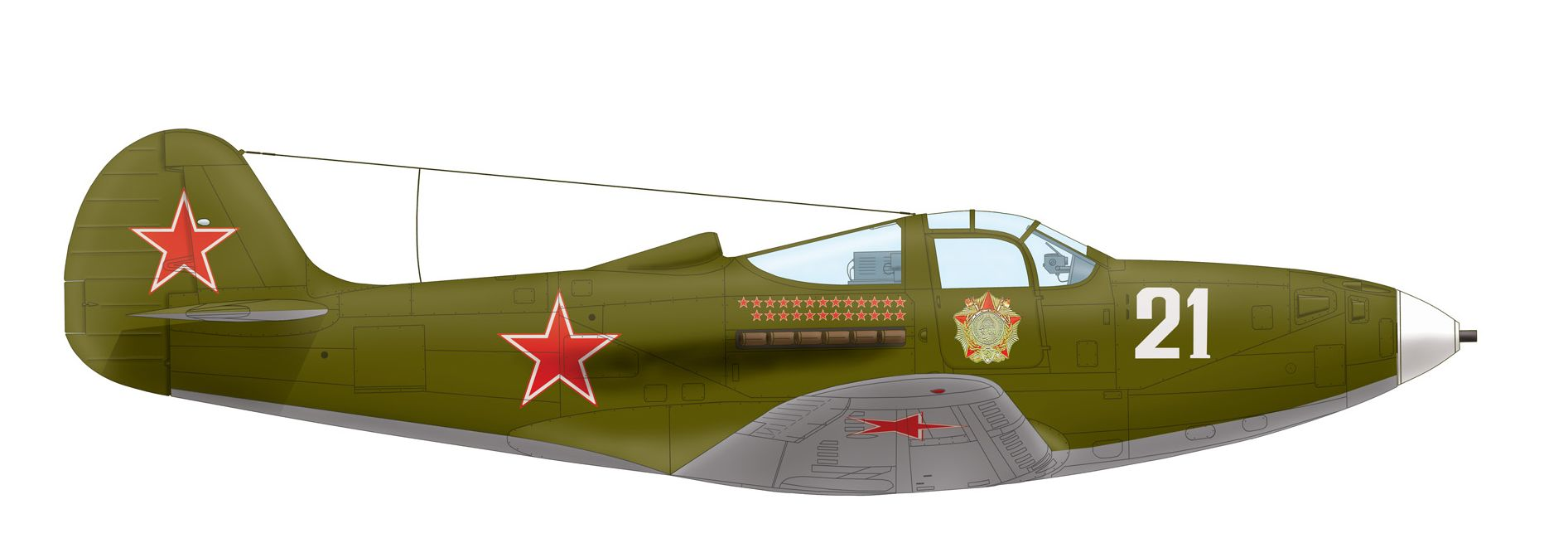
Bell P-39Q Airacobra, Павел Иосифович Чепинога 508-й истребительный авиационный полк, осень 1944

### «Аэрокобра» в СССР
Следует указать, что начало поставок «Аэрокобры» в СССР было обусловлено её малой востребованностью на западных театрах военных действий, где достоинства этого истребителя не могли быть реализованы в полной мере. Почти все воздушные бои происходили здесь на больших высотах, где «Аэрокобра» уступала другим самолётам. Однако на советско-германском фронте в полной мере проявились положительные качества этой машины, а именно: высокая скорость и манёвренность на средних и малых высотах, где, в отличие от западных союзников, в основном и действовала советская истребительная авиация. По этой причине советские пилоты высоко оценили лётные качества «Аэрокобры», несмотря на ряд имевшихся у неё серьёзных недостатков. Популярность машины у советских лётчиков оказалась для руководителей США несколько неожиданной. Однако, после того, как Советский Союз стал целенаправленно требовать продолжения поставок «Аэрокобры» во всё больших количествах, развернулось производство новых моделей данного истребителя уже специально для нужд Восточного фронта.
Всего в СССР по ленд-лизу было поставлено 4952 истребителя P-39 «Аэрокобра», что составляет приблизительно половину от общего количества выпущенных машин. С декабря 1941 года Великобритания направила в СССР 212 самолётов P-39, причем в 1941 году в СССР была получена только одна машина, в 1942 году — 192. Поставка этих ранних моделей была завершена в январе 1943 года. Все машины прибывали в основном в 22-й запасной авиационный полк 6-й запасной авиационной бригады. Полк состоял из четырёх сборочных бригад и трёх учебных авиационных эскадрилий (по одной для «киттихауков», «харрикейнов» и «аэрокобр»). Помимо поставок самолётов по ленд-лизу было поставлено более миллиона снарядов к 37-мм авиационной пушке М4, которой была вооружена «Аэрокобра».

Первым полком, переученным на новый самолёт, был 153-й истребительный авиационный полк, который окончил обучение 14 июня 1942 года и был перебазирован на Воронежский фронт, куда прибыл 29 июня. За 3 месяца боёв полк уничтожил 18 бомбардировщиков, 45 истребителей, собственные потери — три лётчика, 8 машин, и был удостоен звания гвардейского (28-й гвардейский истребительный авиационный полк).
Впервые же в Великой Отечественной войне «Аэрокобра» вступила в бой 16 мая 1942 года в составе 19-го гвардейского истребительного авиационного полка (16 машин) в Заполярье.
Из известных советских асов на P-39 воевали Амет-Хан Султан, Г. Речкалов, Н. Гулаев, В. Фадеев, П. Кутахов (ставший впоследствии маршалом авиации и заместителем министра обороны СССР). Наибольшее количество побед на «Аэрокобре» одержал Г. Речкалов, сбивший на ней ровно 50 самолетов противника. Трижды Герой Советского Союза А. И. Покрышкин, также летавший на P-39, одержал на этом самолёте 48 из своих 59 воздушных побед, закончил войну на версии P-39N, на ней же воевали 11 из 27 лётчиков-истребителей дважды Героев Советского Союза. Советские лётчики называли «Аэрокобру»: «Белла», «Беллочка», по наименованию фирмы-производителя данного самолёта — «Bell Aircraft Corporation».

## Тактико-технические характеристики
Приведены характеристики, полученные на испытаниях самолёта модификации P-39D в СССР.
Источник данных: Бакурский, 1991, стр. 6; Котельников, 2009, стр. 38-44.

Технические характеристики
- Экипаж: 1 (пилот)
- Длина: 9,159 м
  - с пушкой: 9,58 м
- Размах крыла: 10,363 м
- Высота: 3,78 м
- Площадь крыла: 19,86 м²
- Коэффициент удлинения крыла: 5,35
- Профиль крыла: NACA-0015 - корень крыла, NACA-23009  - законцовки
- База шасси: 3,04 м
- Колея шасси: 3,454 м
- Масса пустого: 2642 кг
- Нормальная взлётная масса: 3556 кг
- Объём топливных баков: 455 л
- Силовая установка: 1 × жидкостного охлаждения Allison V-1710-35
- Мощность двигателей: 1 × 1150 л. с. (1 × 846 кВт)
- Воздушный винт: трёхлопастной «Curtiss»
- Диаметр винта: 3,16 м

Лётные характеристики
- Максимальная скорость:  
  - у земли: 493 км/ч
  - на высоте: 585 на 4200 м
- Крейсерская скорость: 528 км/ч
- Посадочная скорость: 145 км/ч
- Практическая дальность: 993 км (на 550 м)
- Продолжительность полёта: 3,65 ч
- Практический потолок: 9600 м
- Длина разбега: 300 м
- Длина пробега: 350 м

Bell P-39D Airacobra

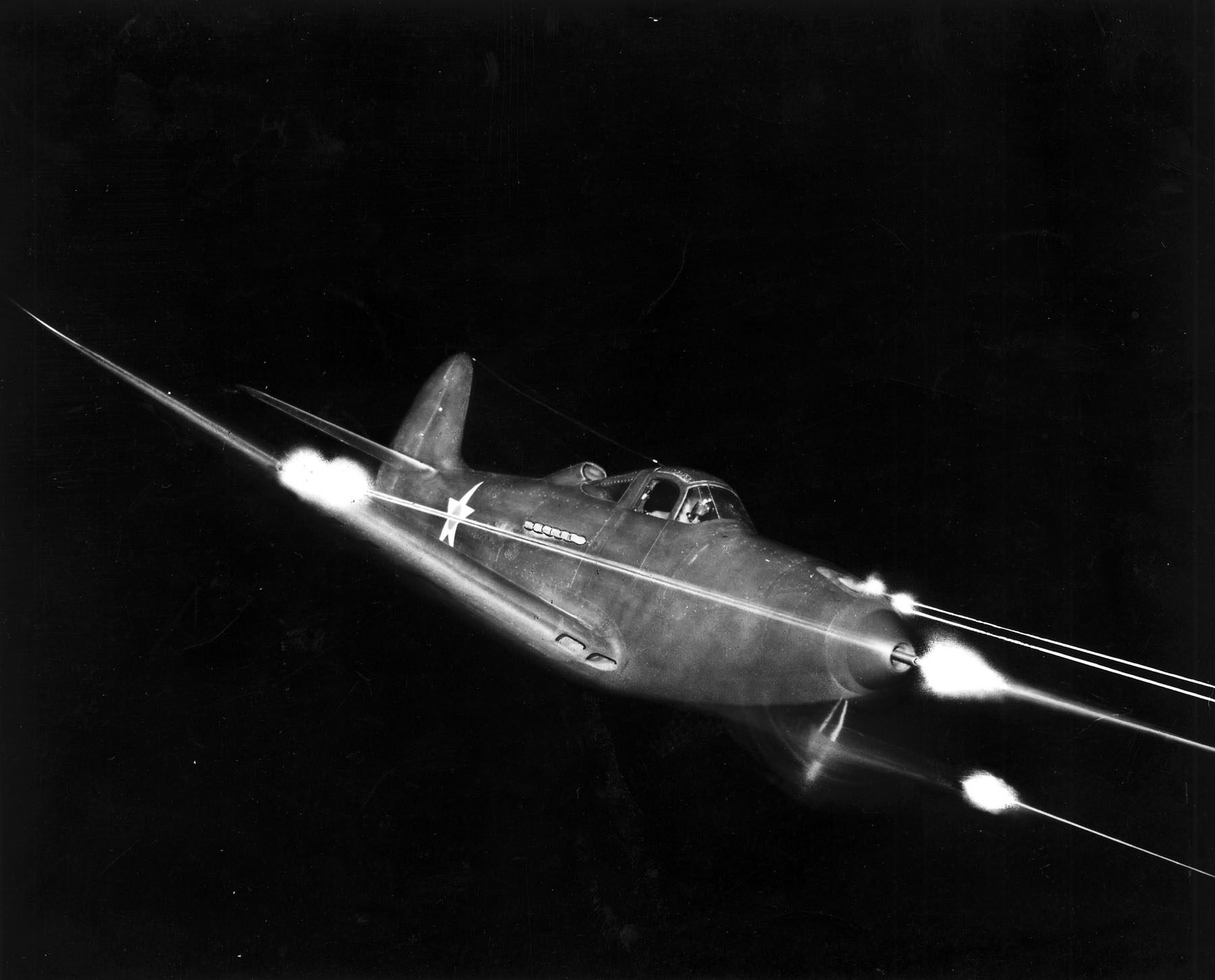
Bell P-39 Aircobra. Ночная стрельба «из всех стволов»

- Время / радиус виража: 19 с / 253 м

Вооружение
- Стрелково-пушечное:  
  - 1 × 37 мм пушка M4 с 30 патронами или 1 × 20 мм пушка M1 с 60 патронами (D-1, D-2)
  - 2 × 12,7 мм пулемётов M2 по 270 патр. (на D-2 по 200) каждый в носовой части фюзеляжа
  - 4 × 7,62 мм пулемётов по 1000 патр. каждый в крыле
- Бомбы: 1 × до 272 кг

## Достоинства

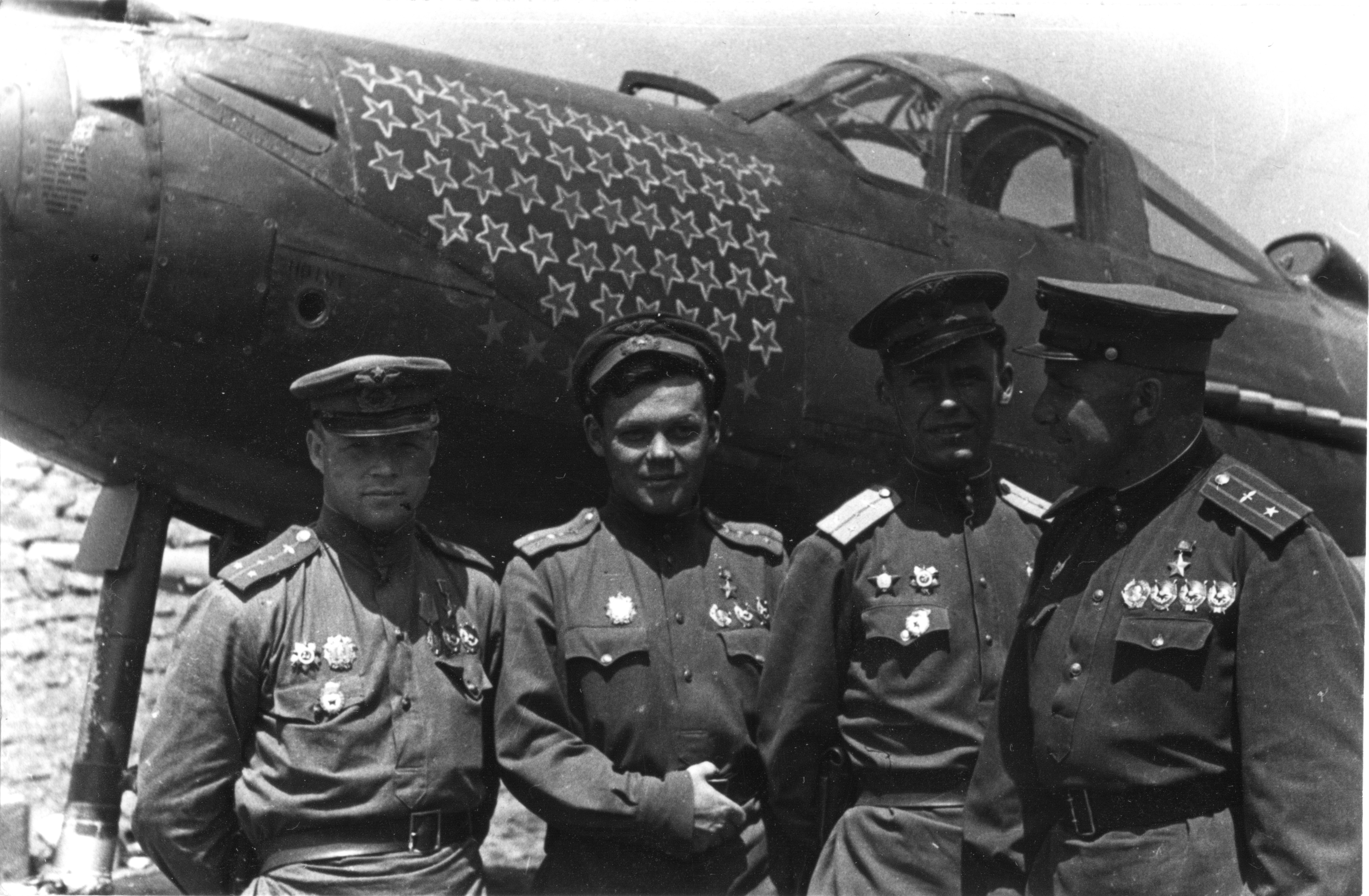
Советские лётчики А. Клубов, Г. Речкалов, А. Труд, Б. Глинка на фоне «Аэрокобры» Речкалова, июнь 1944 года

Положительные и отрицательные качества самолёта являлись, главным образом, следствием расположения двигателя за кабиной пилота. Плюсы такой компоновки:
- В передней части фюзеляжа удалось установить мощную 37-мм авиационную пушку M4 (США, боезапас 30 снарядов, вес снаряда 650 граммов). В результате «Аэрокобра» располагала исключительно мощным вооружением по сравнению с большинством серийно выпускавшихся одномоторных истребителей периода Второй Мировой войны. Кроме неё, орудие такого калибра было только на некоторых модификациях самолета Як (Як-9Т, Як-9ТК, Як-9ТД, Як-3Т), не получивших широкого распространения. Об избыточности огневой мощи истребителя красноречиво говорит тот факт, что советские лётчики нередко просили снять крыльевые 7,62-мм пулемёты с целью облегчить самолёт, улучшив тем самым его ЛТХ. Оставшейся пары синхронизированных пулемётов и 37-мм пушки было более чем достаточно для уверенного поражения вражеских самолётов. Огневая мощь «Аэрокобры» являлась настолько большой, что одного попадания 37-мм ОФЗТ снаряда хватало для уничтожения любого истребителя противника; для того, чтобы сбить бомбардировщик, хватало трех-четырёх попаданий, при этом вражеские самолёты часто взрывались или разлетались на куски.[13].
- Из-за смещённого назад центра тяжести самолёт получился исключительно манёвренным, способным совершать полный разворот всего за 19 секунд, радиус виража составлял 253 метра, что являлось очень высоким результатом, позволявшим получить в бою значительное преимущество. На машине можно было выполнять почти все фигуры высшего пилотажа, что особенно высоко ценилось советскими лётчиками, так как на советско-германском фронте зачастую велись манёвренные воздушные бои, являвшиеся редкостью на западе.
- Поскольку двигатель располагался за кабиной пилота, «Аэрокобра» имела оптимальную аэродинамическую форму носовой части, в результате чего значительно снижалось лобовое сопротивление. Это позволило без повышения мощности двигателя заметно увеличить скорость и манёвренность самолёта. На истребителях с передним расположением двигателя носовая часть фюзеляжа неизбежно становилась достаточно широкой, что снижало указанные качества. В результате «Аэрокобра» обладала несколько лучшими лётными характеристиками, чем самолёты с более мощными, но расположенными в носовой части двигателями (исключение Як-3).
- Двигатель за кабиной являлся дополнительной защитой для лётчика при атаках из задней полусферы, при удачном стечении обстоятельств позволяя пилоту уцелеть даже при попадании снаряда из авиапушки.
- Вследствие отсутствия двигателя перед кабиной пилота, значительно улучшался обзор, поскольку нос машины стал более компактным, кабина оказалась вынесена вперед и крылья меньше мешали наблюдению за нижней полусферой. Гораздо проще стала и рулёжка на земле в сравнении с другими самолётами того времени, имевшими хвостовое колесо, когда лётчик из-за поднятого носа своей машины ничего не видел впереди, и самолёт всегда встречал и сопровождал техник, показывая пилоту, куда двигаться.[14]
- Благодаря задней центровке, обусловленной расположением двигателя за кабиной пилота, а также наличию свободного места в носовой части машины, шасси на «Аэрокобре» было установлено с передней стойкой. Таким образом, Р-39 стал первым в мире одномоторным истребителем, снабженным трехстоечным шасси, что являлось невозможным для истребителей с двигателем в носовой части по причине большой нагрузки и недостатка места. Вследствие этого улучшилась проходимость самолёта по грунту и почти исчезла опасность капотирования, что в ряде случаев позволяло взлетать с раскисших и заснеженных аэродромов. Более безопасным становился взлёт при сильном боковом ветре.[14] Эти преимущества не являлись особо актуальными для западных союзников, летавших, в основном, с хорошо оборудованных аэродромов с твёрдым покрытием, но для советской авиации, которая всю войну действовала с грунтовых площадок, были очень важны.
- Наконец, целый ряд достоинств вытекал из высокого качества изготовления самолета:
- А) Высокая боевая живучесть, обусловленная прочной конструкцией машины. Как правило, «Аэрокобра» выдерживала большое количество попаданий, при маневрировании самолет можно было подвергать максимальным нагрузкам без риска его разрушения, что являлось недостатком ряда советских машин. Например, у истребителей «ЯК» при высоких нагрузках часто отваливались крылья и обшивка, что приводило к многочисленным катастрофам.
- Б) Хорошая технологичность «Аэрокобры» при обслуживании обеспечивала легкий доступ ко всем агрегатам, упрощая работу технического персонала. Так, например, смена двигателя могла быть осуществлена без демонтажа винта и вооружения. Отечественные самолёты в этом отношении зачастую уступали «Аэрокобре», так как механикам приходилось разбирать значительную часть машины, прежде чем им удавалось добраться до узла, нуждающегося в ремонте.
- В) Высокий уровень комфорта: просторная кабина, регулируемый бензиновый отопитель, обогревавший до установленной температуры кабину и оружейный отсек, что было особо важно для советских летчиков, часто воевавших при низких температурах. В кабине находился даже писсуар. Серьёзным плюсом являлась качественная рация, позволявшая легко установить связь; по воспоминаниям Г.А. Речкалова, летавшего на "Аэрокобре" и сбившего на ней 50 самолетов противника[10]: «Мы в группе переговаривались между собой в воздухе, как по телефону».[15].

## Недостатки
- Главным недостатком «Аэрокобры» являлась опасность сваливания в штопор при ошибках в пилотировании, вследствие чего имели место аварии и катастрофы. Причиной являлась предельно задняя центровка, что сделало самолёт манёвренным, но неустойчивым. Та же проблема была и на других самолетах с задней центровкой, например, у И-16. Поэтому пилотов «Аэрокобры» учили не допускать сваливания в штопор и выводу машины из него. Конструкторы предприняли ряд мер мер для устранения проблемы, однако, даже на поздних моделях устойчивость стала лишь ненамного лучше. Опытный лётчик мог летать на «Аэрокобре» достаточно безопасно, но новички часто терпели крушения. Для сравнения, советские истребители управлялись гораздо проще и были доступны для неопытных пилотов, составлявших большинство в авиации военного времени.
- Несмотря на свою исключительную мощность, скорострельность пушки «Аэрокобры» была невелика (3 выстрела в секунду) при небольшом боекомплекте в 30 снарядов. Следует учесть, что большинство лётчиков того времени прицеливались и корректировали огонь по трассирующим выстрелам из своих пушек и пулемётов. По причине низкой скорострельности пушки, пилоту «Аэрокобры» это было невозможно. В результате вести эффективный огонь из этого орудия могли лишь опытные лётчики, «воздушные снайперы», такие как А. И. Покрышкин. В связи с этим более целесообразной представлялась бы установка на истребителе пушки меньшего калибра, обладавшей большей скорострельностью. В качестве примера можно привести немецкую 30-мм авиапушку MK 108, которой были вооружены истребители Bf.109G поздних модификаций и Bf.109K. Эти орудия, при примерно равном с «Аэрокоброй» весе секундного залпа, обладали почти в три раза большей скорострельностью, (11 против 3 выстрелов в секунду), что значительно упрощало прицеливание.[16]
- Ещё одним недостатком самолёта являлась входная дверь автомобильного типа, установленная вместо сдвигающегося назад фонаря, как это было на других истребителях. Это облегчало вход и выход из кабины, но если пилот покидал самолёт с парашютом, дверь сбрасывалась от аварийной ручки, при этом лётчик вываливался вбок, рискуя удариться о хвостовое оперение. Зная это, многие лётчики до последнего не выбрасывались с парашютом.[источник не указан 2415 дней]
- Самолёт категорически не любил посадку на брюхо. Сдвинутое за кабину крыло едва ли не гарантировало получение тяжёлых увечий или гибели лётчика.[источник не указан 2415 дней]

## Оценка проекта
Будучи второстепенным самолетом на других театрах боевых действий, «Аэрокобра» являлась одним из лучших истребителей советско-германского фронта. Здесь в полной мере проявились ее сильные стороны: мощное вооружение, хорошие скорость и маневренность на низких и средних высотах (до 4-5 км), прекрасный обзор, высокие прочность и боевая живучесть . Главным недостатком самолёта была его склонность к штопору, а также сложность ведения прицельного огня.
«Аэрокобра» предназначалась для пилотов-профессионалов, которые могли реализовать высокий потенциал самолёта, поэтому машину в первую очередь получали гвардейские истребительные авиационные полки (ГИАП), летчики которых достигли на "Аэрокобре" больших успехов и высоко оценивали боевые качества самолета..

### Отзывы пилотов
Высший пилотаж на «кобре» требовал от лётчика точной координации. Малейшая небрежность на глубоком вираже, боевом развороте или в верхней точке петли — и самолёт срывался в штопор, а зачастую входил и в плоский штопор. Это было одним из главных его недостатков.Г. Г. Голубев
«Аэрокобра» мне понравилась своими формами и, главным образом, мощным вооружением. Сбивать вражеские самолёты было чем — пушка калибра 37 миллиметров, два крупнокалиберных скорострельных пулемёта и четыре пулемёта нормального калибра по тысяче выстрелов в минуту каждый. Моё настроение не испортилось и после предупреждения лётчиков об опасной особенности самолёта срываться в штопор из-за задней центровки. В этом недостатке пришлось убедиться воочию на следующий день.

Перед отлётом на фронт штурман полка выполнял сложный пилотаж на малой высоте. Самолёт неожиданно сорвался в штопор. Высоты для вывода не хватило, и «аэрокобра» врезалась в землю.

Глядя на дымящуюся воронку, в которой догорали обломки самолёта, я подумал, что «аэрокобра» не прощает ошибок в пилотировании. Эта катастрофа подтвердила мнение американских лётчиков. Они боялись «аэрокобры» и неохотно воевали на ней.А. И. Покрышкин
Корреспондент: — Ваше отношение к «Аэрокобре»
«Аэрокобра» — великолепный самолет. Наши самолеты ЛаГГ-3 и Яки по скорости уже были равны, но рация на «Аэрокобре» была лучше и вооружение. Пушка 37-мм, два крупнокалиберных пулемета, и на плоскостях еще были по 2. С плоскостей я, например, пулеметы снял, а оставшееся оружие соединил на одну гашетку. «Кобра» по своим аэродинамическим качествам и скорости не уступала немецким истребителям.
— Почему Вы крыльевые пулеметы сняли?
— Они не нужны были. Балласт. Если бы мы на штурмовку ходили, дело другое. А по воздушным целям хватало 37-мм пушки и 2-х крупнокалиберных пулеметов.
— Отказы оружия были?

— Нет.Ф. Ф. Архипенко

## На вооружении
Австралия

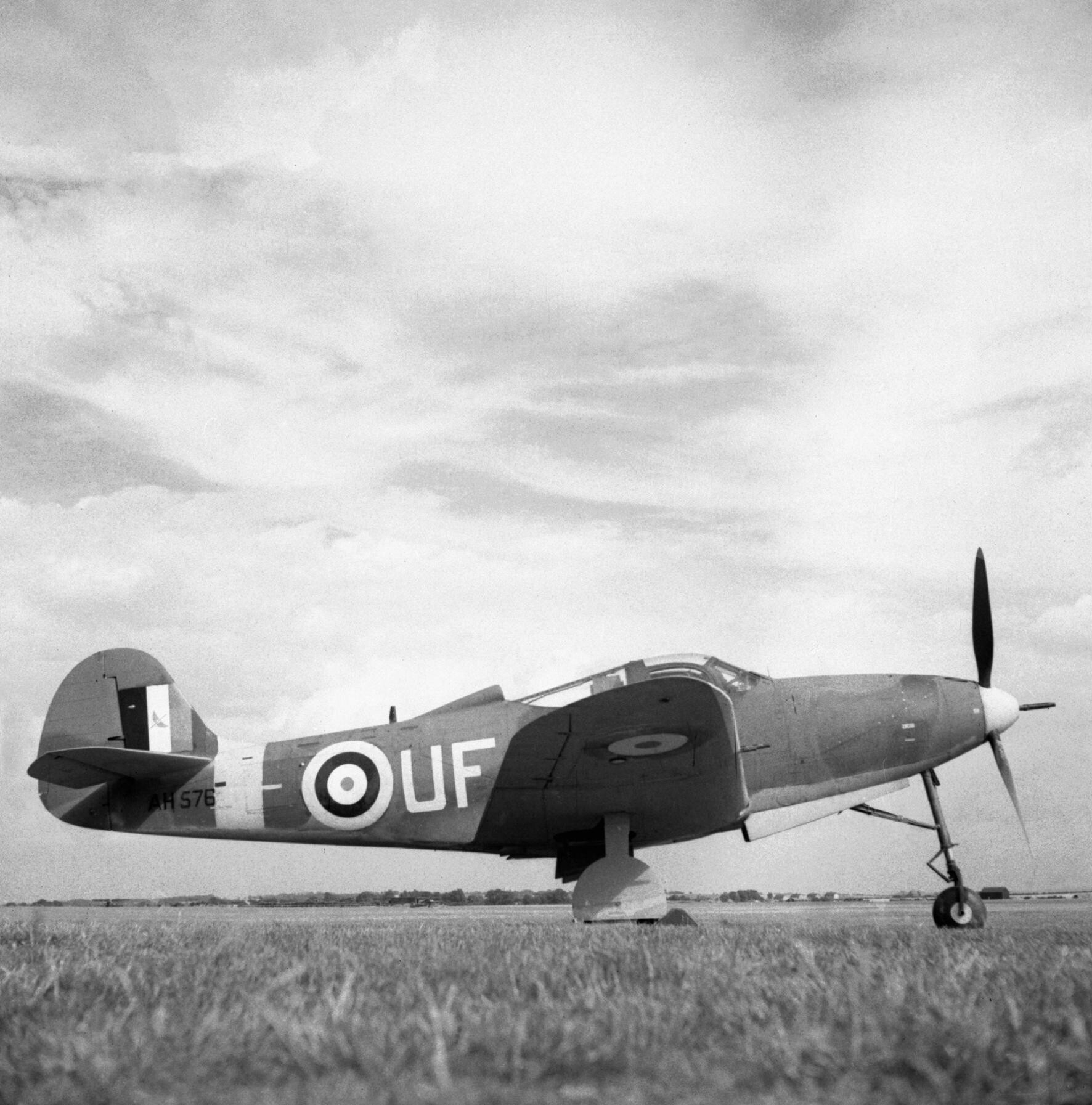
Bell Airacobra Mk.I 601-й эскадрильи ВВС Великобритании, 1941

- Королевские военно-воздушные силы Австралии

 Великобритания
- Королевские военно-воздушные силы
- Королевский военно-морской флот

 Королевство Италия
- Военно-воздушные силы Италии — 102 оставшихся Bell P-39 Airacobra, в 1950 году закончили эксплуатацию.

 Польша
- Воздушные силы Польши — 1 самолёт Bell P-39 Airacobra, персональный самолёт командующего ВВС Польши генерал-полковника авиации Ф. Полынина

 Португалия
- Военно-воздушные силы Португалии — «Эскадрилья Аэрокобра» (позднее «Эскадрилья № 4»)

 СССР
- Военно-воздушные силы СССР
- Военно-морской флот СССР
- Авиация ПВО СССР

 США
- Военно-воздушные силы Армии США[англ.]

 Франция
- Военно-воздушные силы Франции

## Сохранившиеся экземпляры
| Тип                           | Бортовой номер | Местонахождение                                                                           | Изображение                     |
| ----------------------------- | -------------- | ----------------------------------------------------------------------------------------- | ------------------------------- |
| Bell P-39 Airacobra           |                | Музейный комплекс УГМК, Верхняя Пышма, Свердловская область                               |                                 |
| Макет Bell P-39Q-1Q Airacobra |                | Якутск. Памятник погибшему в 1943 году при перегоне на Алсибе летчику майору П.Ф Морозову | Bell P-39 Airacobra Yakutsk.jpg |
| Bell P-39Q-15BE Airacobra     |                | Территория киностудии “Военфильм” в городе Медыни Калужской области.                      |                                 |

## В искусстве
- Самолёт показан в художественном фильме Александра Рогожкина «Перегон», снятом в 2006 году в России.
- Документальный фильм «P-39 Airacobra» из цикла «Great Planes» (Discovery World)
- Художественный фильм Тимура Беккмамбетова «Девятаев», снятом в апреле 2020 года.